# فرناندو ساواتر
فرناندو فرناندز ساواتر مارتین (متولد ۲۱ ژوئن سال ۱۹۴۷ در باسک شهر سن سباستین) اسپانیا یکی از محبوب‌ترین فیلسوفان زنده و همچنین یک مقاله‌نویس و نویسنده مشهور است. وی همچنین برنده گران‌ترین جایزه ادبی اسپانیا است.

## کتابشناسی
- Nihilismo y acción (نیهیلیسم و عمل) (۱۹۷۰)
- Ensayo sobre Cioran (مقاله در Cioran) (1974)
- Panfleto contra el Todo (اعلام در مقابل همه چیز) (۱۹۷۸)
- Criaturas دلم ایر (۱۹۷۹);
- Caronte aguarda (شارون انتظار) (۱۹۸۱)
- La tarea دلم héroe (وظیفه قهرمان) (۱۹۸۱)
- Invitación لا ética (دعوت به اخلاق) (۱۹۸۲)
- La infancia recuperada (دوران کودکی بازیافت) (۱۹۸۳)
- Sobre vivir (در زندگی و زنده ماندن) (۱۹۸۳)
- لاس razones دلم antimilitarismo y otras razones (دلایل Antimilitarism و دلایل دیگر) (۱۹۸۴)
- El contenido de la felicidad (محتویات شادی) (۱۹۸۶)
- Ética amor como propio (اخلاق به عنوان اعتماد به نفس) (۱۹۸۸)
- Ética para Amador (اخلاق برای Amador) (1991)
- Política para Amador (سیاست به صورت آماتور) (۱۹۹۲)
- گناه contemplaciones (Straight Talk) (1993)
- Despierta y لی (از خواب بیدار و به عنوان خوانده شده) (۱۹۹۸)
- لاس preguntas de la vida (پرسش‌های زندگی) (۱۹۹۹)
- Perdonen لاس molestias (متاسفم برای اخلال در) (۲۰۰۱)
- El Gran Laberinto (بزرگ دخمه پرپیچ و خم) (۲۰۰۵)
- Ética de Urgencia (سمج اخلاق) (۲۰۱۲)